# SA Tennis Open 2010
SA Tennis Open 2010 var en tennisturnering som spelades inomhus på hardcourtbanor. Det var den 19:e upplagan av SA Tennis Open och var en del av ATP-touren 2010, turneringen klassificerades som en ATP World Tour 250 Series-turnering. Turneringen spelades i Johannesburg, Sydafrika från 1 till 7 februari 2010.

## Seedning

### Herrsingel
| 1. Gaël Monfils (Semifinal) 2. David Ferrer (Semifinal) 3. Feliciano López (Mästare) 4. Marco Chiudinelli (Första omgången) | 1. Rajeev Ram (Kvartsfinal) 2. Xavier Malisse (Första omgången) 3. Lu Yen-hsun (Kvartsfinal) 4. Stéphane Robert (Final) |

### Herrdubbel
| 1. Wesley Moodie Kevin Ullyett (Första omgången) 2. Johan Brunström Jean-Julien Rojer (Kvartsfinal) | 1. Eric Butorac Rajeev Ram (Semifinal) 2. Jeff Coetzee Rogier Wassen (Första omgången) |

## Mästare

### Herrsingel
Feliciano López bes.  Stéphane Robert, 7–5, 6–1
- Det var Lopez's första titel 2010 och den andra i hans karriär.

### Herrdubbel
Rohan Bopanna /  Aisam-ul-Haq Qureshi bes.  Karol Beck /  Harel Levy, 6–2, 3–6, [10–5]